# Veggli
Veggli is een plaats in de Noorse gemeente Rollag, provincie Buskerud. Veggli telt 292 inwoners (2007) en heeft een oppervlakte van 0,74 km². Het dorp ligt aan Numedalsbanen en had ook een station aan de lijn die sinds 1989 is gesloten voor personenvervoer.

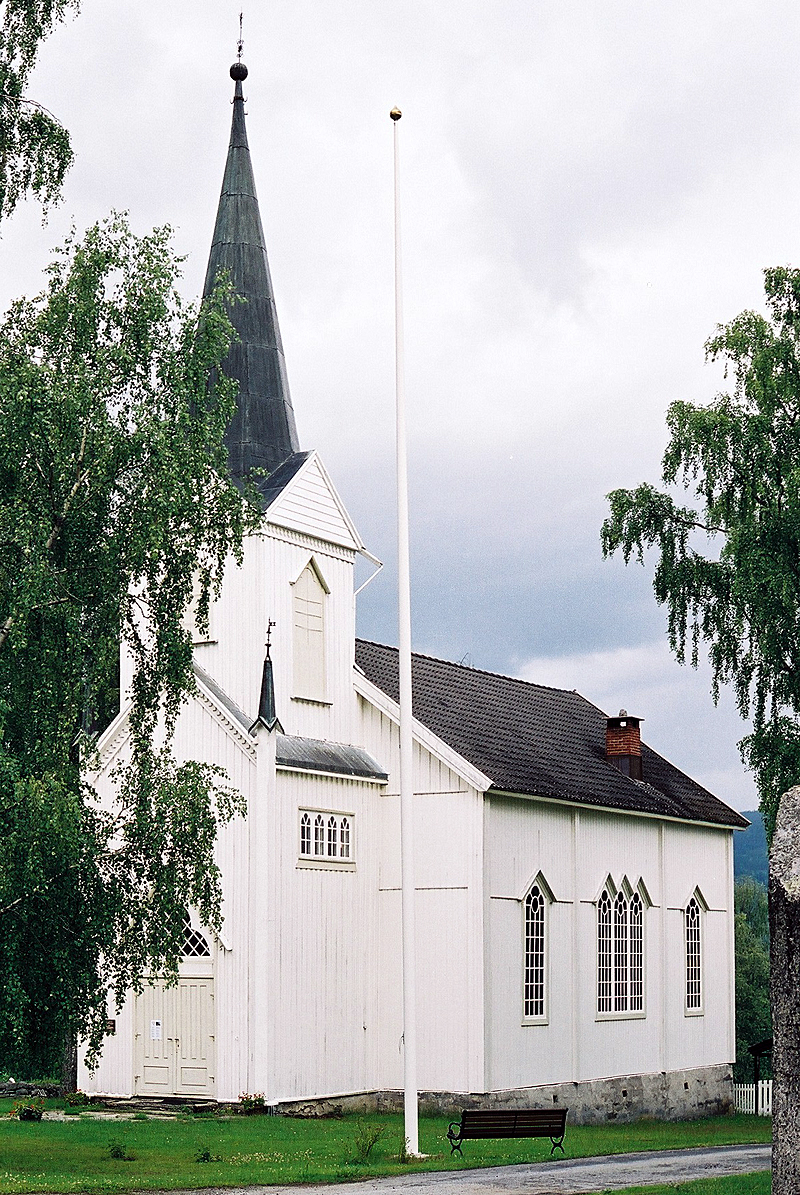
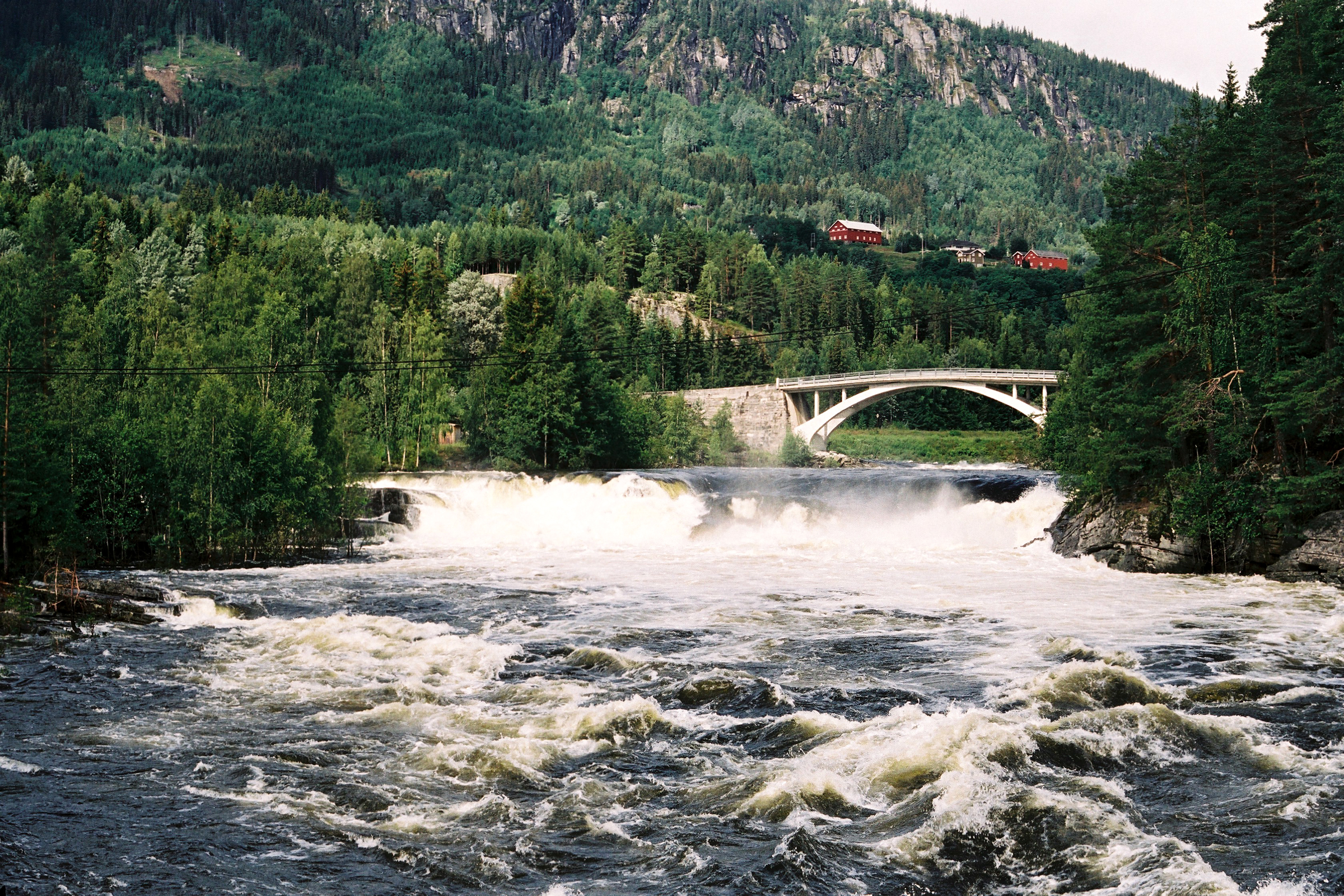
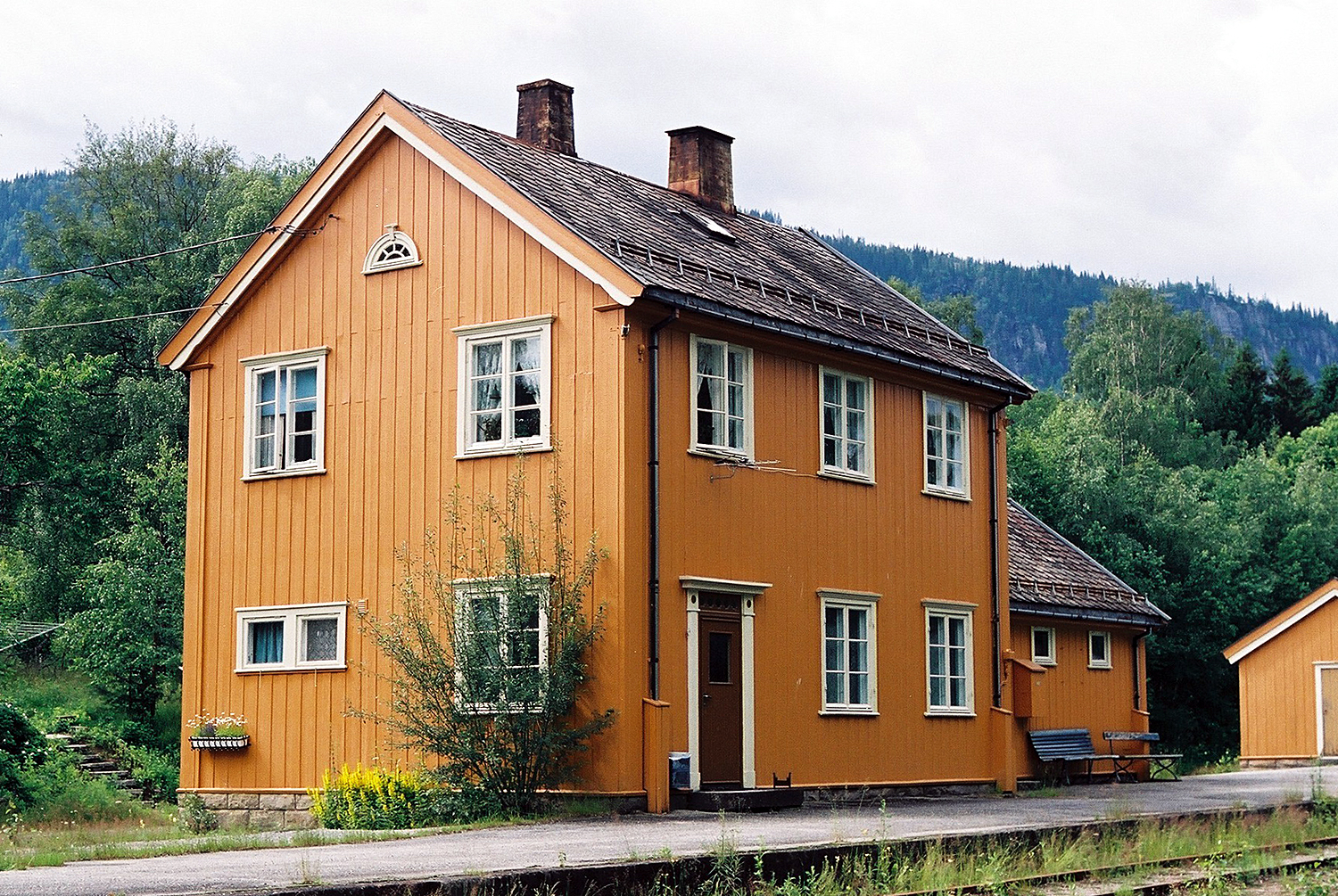